# Denis Giraudet
Pas d'image ? Cliquez ici
Denis Giraudet est un copilote de rallye automobile, né le 16 décembre 1955 à Lorette (Loire).

## Carrière
Après avoir fait ses débuts au Critérium des Cévennes 1977 comme copilote de Jean-Paul François sur une Simca 1000 Rallye 2, et accompli deux saisons d'épreuves régionales et nationales à ses côtés, il a également réalisé d'honnêtes prestations en tant que pilote sur Simca 1000 Rallye 3 et Talbot Sunbeam Lotus en 1980 dans des épreuves telles que le Rallye Lyon Charbonnières, le Rallye du Forez. Il redevient copilote au début des années 1980 aux côtés notamment de Paul Gardère ou Gérard Pradelle. Navigateur de talent, il monte les échelons jusqu'en Championnat de France, puis en Championnat du Monde.
Son palmarès dans cette dernière compétition s'ouvre au Rallye des mille lacs 1993 au côté du multiple champion du monde finlandais Juha Kankkunen, avant d'être associé pour de nombreuses années à Didier Auriol.
Il a travaillé avec de nombreux pilotes de valeur internationale, tels Juha Kankkunen, Didier Auriol, Philippe Bugalski, Alain Oreille, Pierre-César Baroni, Nicolas Vouilloz, Stéphane Sarrazin, Armin Schwarz, Thomas Radstrom,.. ou encore François Duval.
En période récente, il navigue au gré des propositions qui lui sont faites, notamment par de jeunes pilotes qui peuvent s'appuyer sur son expérience de la discipline. Il comptabilise 47 années d'activités de copilote, de 1977 à 2024, fait rare dans ce milieu.
Fin 2009, il participe au Rallye WRC de Grande-Bretagne comme copilote du jeune pilote Norvégien Eyvind Brynildsen, avec qui il a remporté, également cette année le Rallye de Catalogne catégorie PWRC. Depuis 2008, il est copilote de Jean-François Mourgues lors de sa participation annuelle au Critérium des Cévennes. (2e en 2008, 1er en 2009 et 2e en 2011).
Copilote d'un autre jeune pilote en 2012, le russe Evgeny Novikov, il termine 5e du rallye Monte-Carlo en janvier, ainsi que du Rallye de Suède trois semaines plus tard. Il termine à la deuxième place du Rallye du Portugal et devient, à 56 ans, le copilote le plus âgé à monter sur un podium du WRC.

## Palmarès

### Titre
- Champion d'Europe des rallyes: 1996 (pilote Armin Schwarz, sur Toyota Celica GT-Four ST205 ERC (4 victoires));
- Participation à la victoire de Pierre-César Baroni au Championnat d'Europe des rallyes en 1993, avec Hervé Sauvage, Didier Breton, et Albert Neyron (il remporte les courses de Grasse-Alpin, et d'Antibes Côte d'Azur)
  - 3e du championnat du monde des rallyes: 1999 (pilote Didier Auriol, sur Toyota Corolla WRC);
  - 3e du championnat de France des rallyes: 1994 (pilote François Chatriot, sur Toyota Celica 4WD);

### Victoires en WRC (5)
| #  | Année | Rallye              | Pilote         | Voiture                 |
| -- | ----- | ------------------- | -------------- | ----------------------- |
| 1. | 1993  | Rallye de Finlande  | Juha Kankkunen | Toyota Celica Turbo 4WD |
| 2. | 1995  | Tour de Corse       | Didier Auriol  | Toyota Celica GT-Four   |
| 3. | 1998  | Rallye de Catalogne | Didier Auriol  | Toyota Corolla WRC      |
| 4. | 1999  | Rallye de Chine     | Didier Auriol  | Toyota Corolla WRC      |
| 5. | 2001  | Rallye de Catalogne | Didier Auriol  | Peugeot 206 WRC         |

### Victoire en J-WRC
- Rallye Monte-Carlo en 2004, avec Nicolas Bernardi sur Renault Clio S1600 (10e au général);

### Victoires en ERC (11)
- 1993, 1994: Rallye Grasse - Alpin;
- 1993: Rallye d'Antibes - Rallye d'Azur;
- 1994: Rallye Alsace-Vosges;
- 1994: Rallye Mont-Blanc - Morzine;
- 1996: Rallye Hunsrück;
- 1996: Rallye de l'île de Man (seul français à avoir remporté cette épreuve);
- 1996: Rallye de Chypre;
- 1996: Rallye Semperit (seul français à avoir remporté cette épreuve);
- 2002: Rallye Mänttä;
- 2004: Rallye Jämt.

### Victoires en Championnat de France (8)
- Rallye d'Antibes: 1993 (avec Pierre-César Baroni);
- Rallye Grasse-Alpin: 1994 (avec F. Chatriot);
- Rallye Alsace-Visges: 1994 (avec F. Chatriot);
- Rallye du Mont-Blanc: 1994 (avec F. Chatriot);
- Rallye du Touquet: 1994 (avec F. Chatriot);
- Tour de Corse: 1995 (avec Didier Auriol);
- Critérium des Cévennes: 2009 (avec Jean-François Mourgues); 2015 (avec Yoann Bonato).

### Victoire en Coupe de France
- Rallye National de Grasse Fleurs et Parfums: 2013 (pilote Romain Dumas);

### Autres victoires
- Boucles de Spa: 1994, avec François Chatriot sur Toyota Celica Turbo 4WD (championnat de Belgique);
- RAC RALLY: 1996 avec Armin Schwarz sur Toyota Celica st 205;
- Rallye Mänttä: 2002, avec Thomas Radström sur Citroën Xsara WRC (Finlande);
- Rallye Jämt: 2004, avec T. Radström sur Toyota Corolla WRC (championnat de Suède);
- Rallye Vannas: 2004, avec T. Radström sur Toyota Corolla WRC (ch. de Suède);
- Rallye de Hadeland: 2009, avec Eyvind Brynildsen sur Mitsubishi Lancer Evo IX (championnat de Norvège);
- Rallye de l'Acropole « Historic »: 2009, avec Paul Gardère sur Porsche 911 S (en classe C3);
- Rallye des îles Canaries « Historic »: 2014, avec Didier Auriol sur Citroën Xsara WRC;
- Rallye de la Drôme VHC: 2014, avec Romain Dumas sur Porsche 911 SC;
- Critérium des Cévennes VHC: 2014, avec Romain Dumas sur Porsche 911 SC.

### Podium notable
- Rallye des Nations (en) (Mexique): 3e en 2009 avec Didier Auriol, sur Mitsubishi Lancer Evo IX.

## Records en championnat du monde des rallyes
- Podiums avec différents pilotes : 7
- Nombre de départs : 175
- Copilote le plus âgé sur un podium : 56 ans